# پوسانیو
پوسانیو (به ایتالیایی: Possagno) یک کومونه در ایتالیا است که در استان ترویزو واقع شده‌است.

## خصوصیات
پوسانیو ۱۲٫۱ کیلومترمربع مساحت و ۲٬۱۵۴ نفر جمعیت دارد و ۳۳۵ متر بالاتر از سطح دریا واقع شده‌است.